# Luís d’Andrea
Dom Luís d’Andrea, OFM Conv (Albano, Itália, 23 de Fevereiro de 1934 — Albano, 8 de setembro de 2012), foi um bispo católico italiano, bispo de Caxias, Maranhão.